# Himno nacional de Panamá
El himno nacional de la República de Panamá es uno de los símbolos patrios de Panamá, oficializado en 1941. La música fue compuesta por Santos Jorge y la letra por Jerónimo de la Ossa.

## Historia
En 1889, llegó a Panamá desde Peralta, España el músico Santos Jorge, quien comenzó como organista de la catedral metropolitana de Panamá y maestro de canto de las escuelas públicas y primarias. En 1892 es nombrado director de la banda (militar) del batallón Ecuador, y luego desempeñó ese mismo cargo pero en la recién fundada Banda Republicana.
En 1897, Santos Jorge compuso el "Himno Istmeño", que en un principio fue una canción estudiantil, pero alcanzó niveles de popularidad entre la población. Santos Jorge había compuesto la música oficial del himno pero no tenía letra por eso le dijo a su amigo Jerónimo de la Ossa que le hiciera una letra. Sin embargo, esta canción no es la misma que se interpreta actualmente, ya que sufrió algunos cambios. No se encuentran registros de cómo o quién haya realizado los cambios al himno original. 
En 1903, William Aftom. Buchanan, primer embajador y ministro plenipotenciario de Estados Unidos ante Panamá, iba a presentar credenciales ante la Junta Provisional de Gobierno y no había un himno para interpretarlo, tal como lo exigía el protocolo usual. Santos Jorge sugiere, que se utilice su himno para tal ocasión, lo que fue aceptado, ya que la canción estaba respaldada por el público en general. El mismo compositor le pidió a su amigo Jerónimo Ossa que elaborara una letra a lo cual accedió y elaboró la letra del himno nacional de Panamá.
En 1906, la Asamblea Nacional adopta el himno de acuerdo con la Ley 39 y en forma provisional, ya que se pensaba efectuar un concurso para escoger una nueva composición. El pueblo panameño lo volvió a escoger. Más tarde en la Constitución de 1941, se incluye un artículo que adopta en forma definitiva al himno nacional como Símbolo de la Nación.

## Letra del Himno
Coro

Alcanzamos por fin la victoria

en el campo feliz de la unión;

con ardientes fulgores de gloria

se ilumina la nueva nación.

(Verso I)

Es preciso cubrir con un velo

del pasado el calvario y la cruz;

y que adorne el azul de tu cielo

de concordia la espléndida luz.

(Verso II)

El progreso acaricia tus lares

al compás de sublime canción;

ves rugir a tus pies ambos mares

que dan rumbo a tu noble misión.

(Repite el coro)

(Verso III)

En tu suelo cubierto de flores,

a los besos del tibio terral,

terminaron guerreros fragores;

solo reina el amor fraternal.

(Verso IV)

Adelante la pica y la pala,

al trabajo sin más dilación;

y seremos así prez y gala,

de este mundo feraz de Colón.

(Repite el coro)

## Grabación digital
En 2012 se grabó por primera vez de forma digital el himno nacional, ya que no había una versión digital del mismo. La nueva grabación se hizo en el Teatro Nacional de Panamá con la Orquesta Sinfónica Nacional, el Coro Música Viva y el Coro Polifónico de Panamá, bajo la dirección del maestro Jorge Ledezma. Esta nueva versión está disponible para el público en general para ser descargado de forma gratuita.